# Dysoxylum spectabile
Kohekohe (Dysoxylum spectabile) es un árbol de tamaño mediano nativo de Nueva Zelanda.  

## Distribución
Se encuentra en las tierras bajas y bosques costeros en la mayor parte de la Isla del Norte y también se presenta en Marlborough Sounds en el norte de la  Isla del Sur.

## Descripción
Los árboles maduros crecen altura de 15 metros, con un tronco de hasta 1 metro de diámetro. Los boques de kohekohe solían ser comunes en los humedales costeros y áreas de tierras bajas en la Isla del Norte, pero esos bosque han casi desaparecido porque la tierra ha sido usada para asentamientos humanos o fueron mordisqueados por los possums.

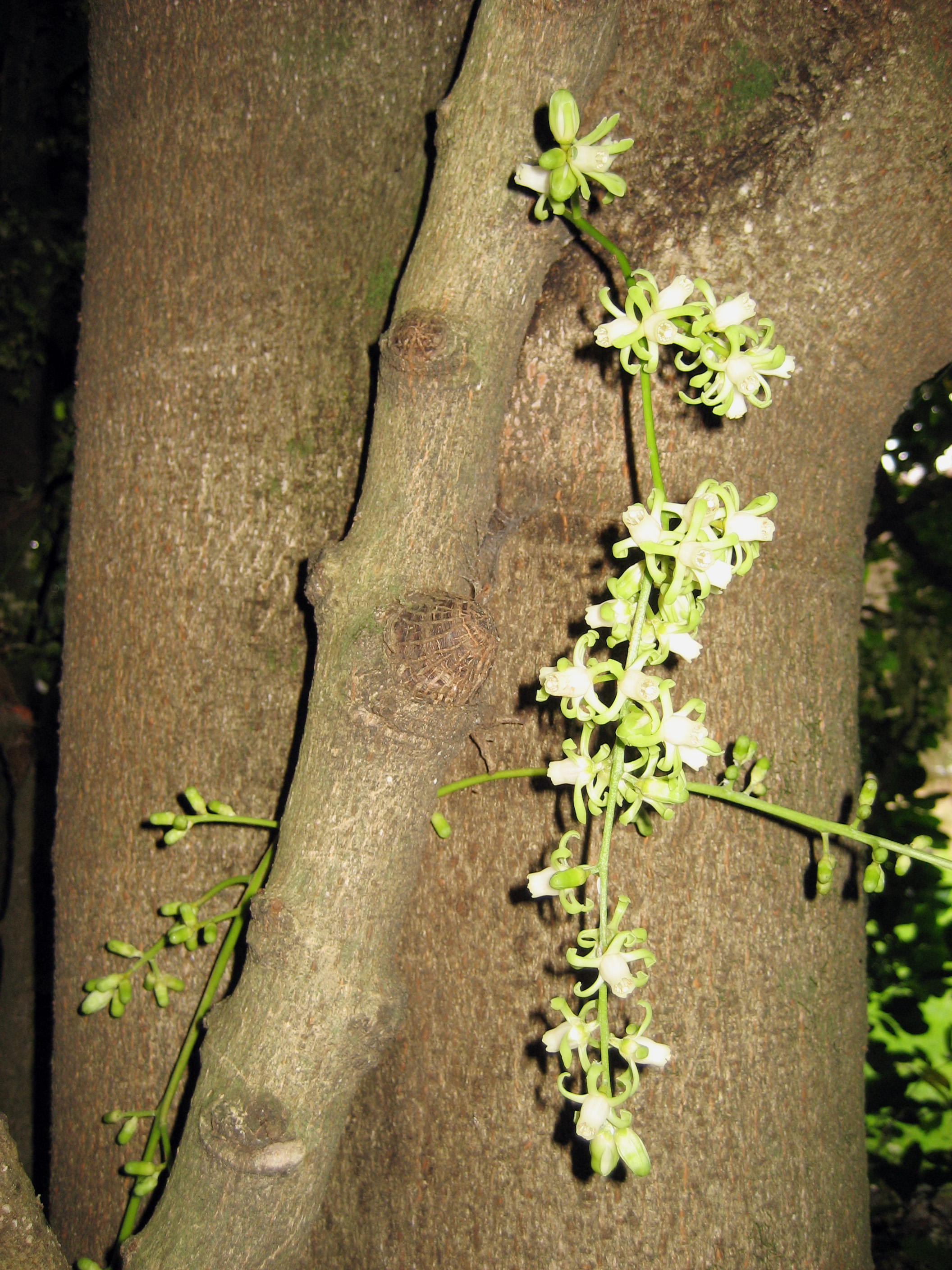
El kohekohe produce panículos de flores blancas perfumadas directamente desde el tronco o ramas

El kohekohe es notable por tener características normalmente asociadas con árboles que crecen en el trópico, por ejemplo es, caulifloria, produciendo panículos de flores blancas perfumadas que crecen directamente del tronco o las ramas y tiene hojas grandes, brillosas y pinnadas de hasta 40mm de largo. Al kohekohe a veces se le llama caoba de Nueva Zelanda, porque su madera es ligera, fuerte y  brinda un fino color rojo.

## Usos

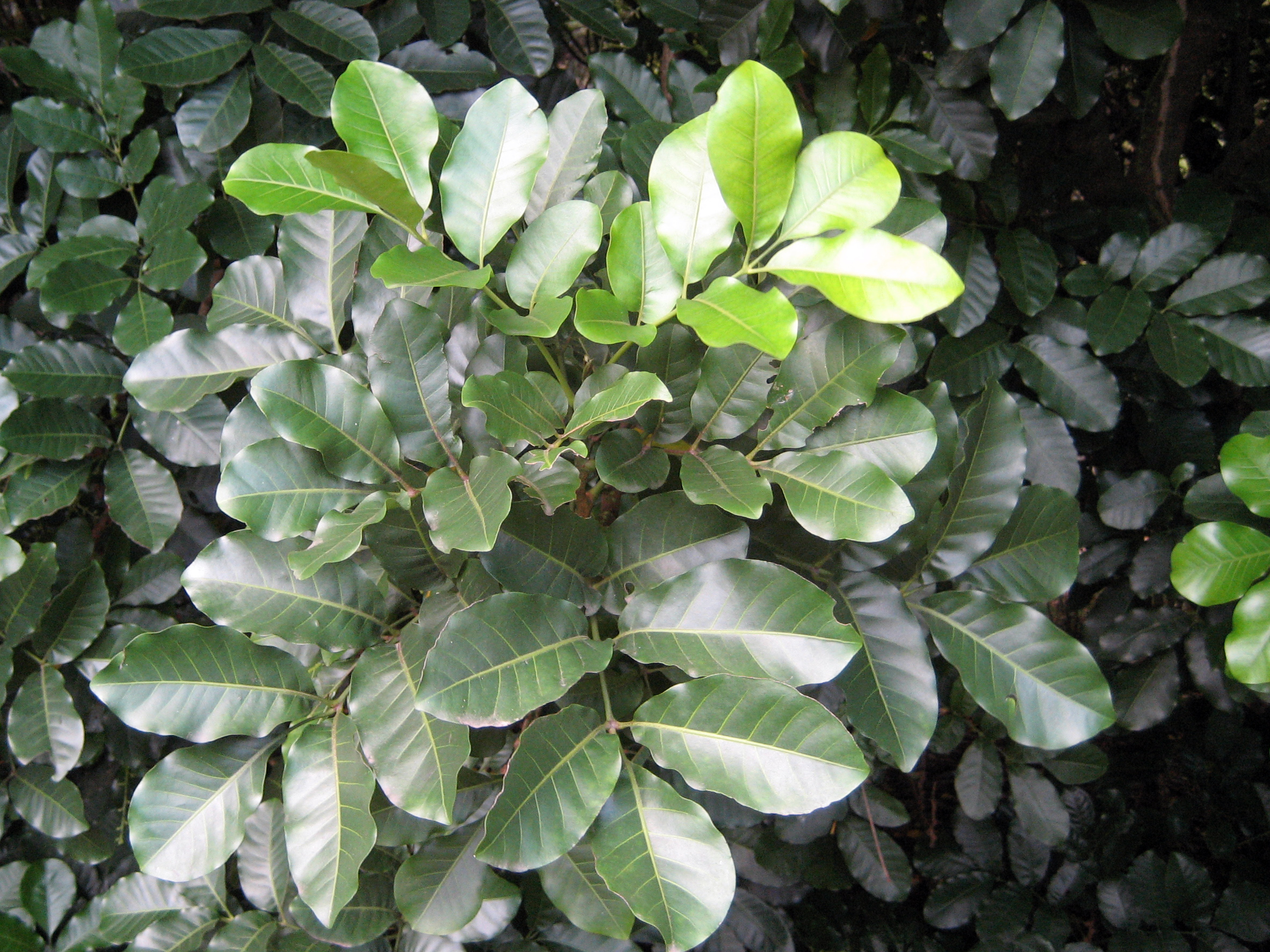
Las hojas son pinnadas, grandes y brillosas

Los maoríes herbían la corteza en agua y la bebían como tónico. La madera era usada para construir canoas pero es suave y no es durable ante los elementos y tiende a pudrirse rápidamente. Es muy estimada para ser tallada. El kohekohe fue probablemente la cubierta de vegetación dominante en la Isla Kapiti antes de que fuera clareada a principios de los 1800’s para cultivo y pastoreo. El bosque de kohekohe en Kapiti se está recuperando después de que los possums fueron erradicados en 1986.

## Taxonomía
Dysoxylum spectabile fue descrita por (G.Forst.) Hook.f. y publicado en Handbook of the New Zealand Flora 41. 1864.
Sinonimia
- Alliaria spectabilis Kuntze
- Hartighsea spectabilis A.Juss.
- Trichilia spectabilis G.Forst.[2]